# Nowodwór-Kolonia
Nowodwór-Kolonia – część wsi Nowodwór w Polsce położona w województwie lubelskim, w powiecie lubartowskim, w gminie Lubartów.
W latach 1975–1998 miejscowość administracyjnie należała do ówczesnego województwa lubelskiego.